# Рамменау
Рамменау (нім. Rammenau; в.-луж. Ramnow) — громада в Німеччині, розташована в землі Саксонія. Входить до складу району Бауцен. Складова частина об'єднання громад Бішофсверда.
Площа — 10,76 км2. Населення становить 1342 ос. (станом на 31 грудня 2020).
Громада підрозділяється на 3 сільські округи.

## Відомі жителі
У Рамменау народився німецький філософ Йоганн Готліб Фіхте.

## Галерея

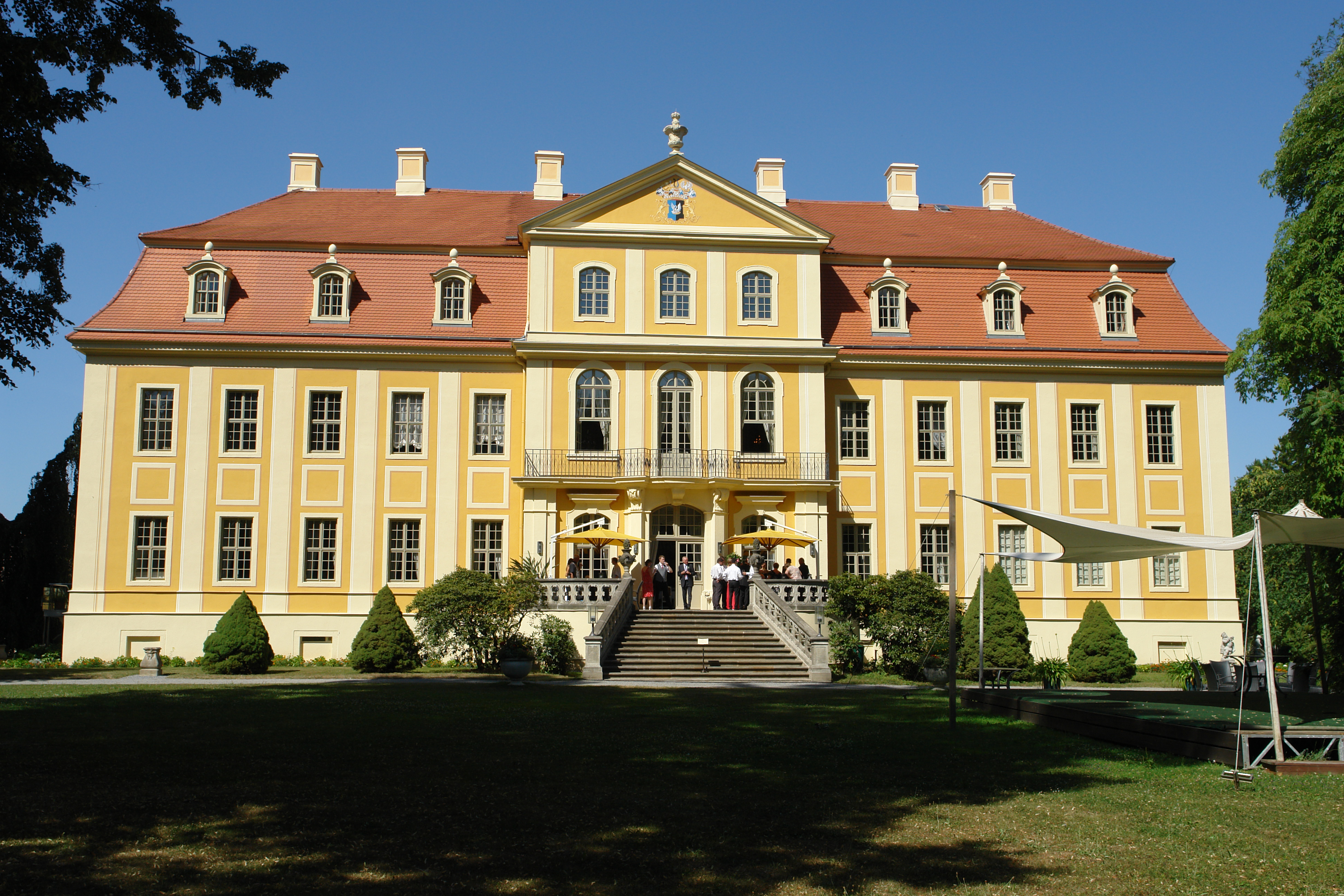
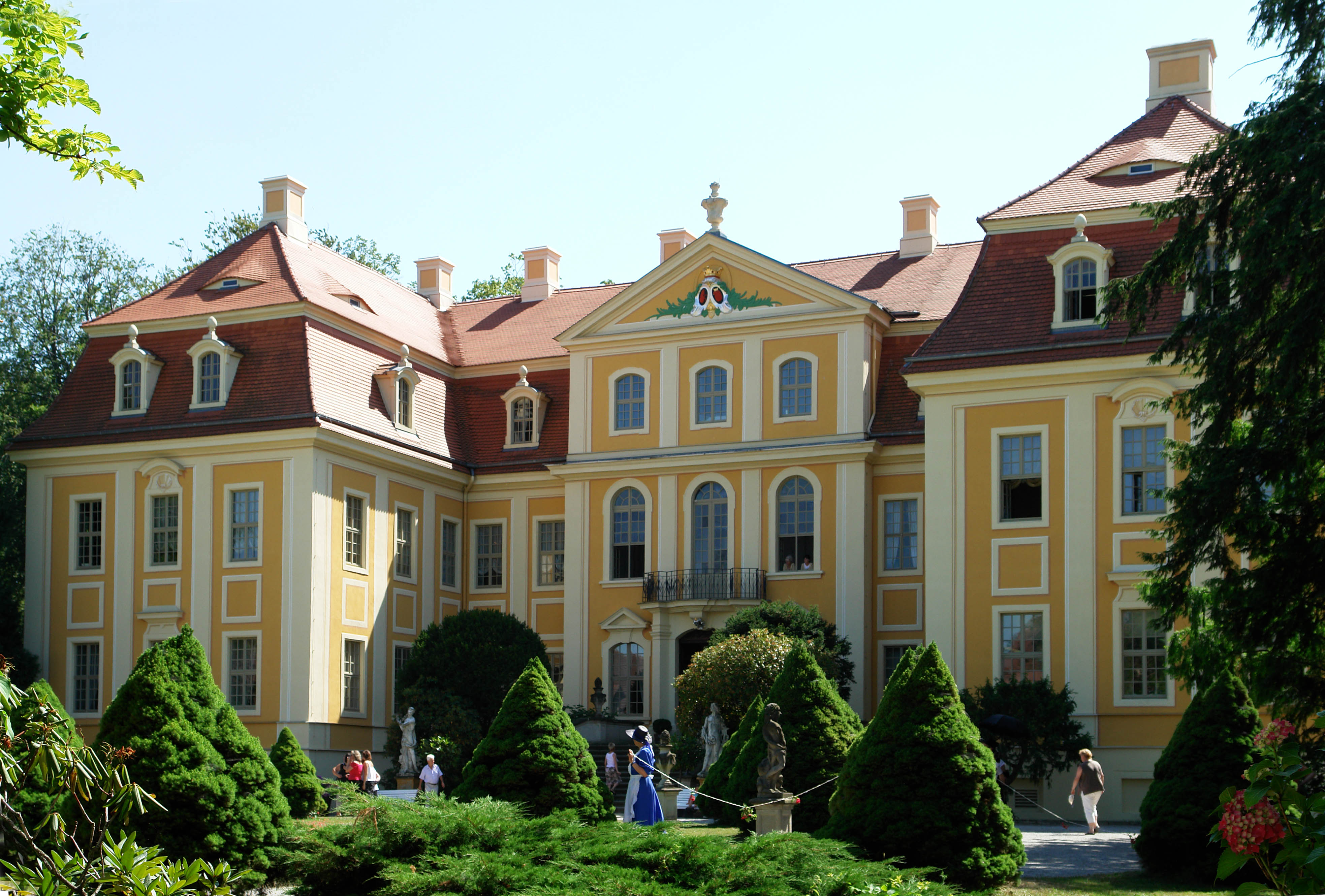
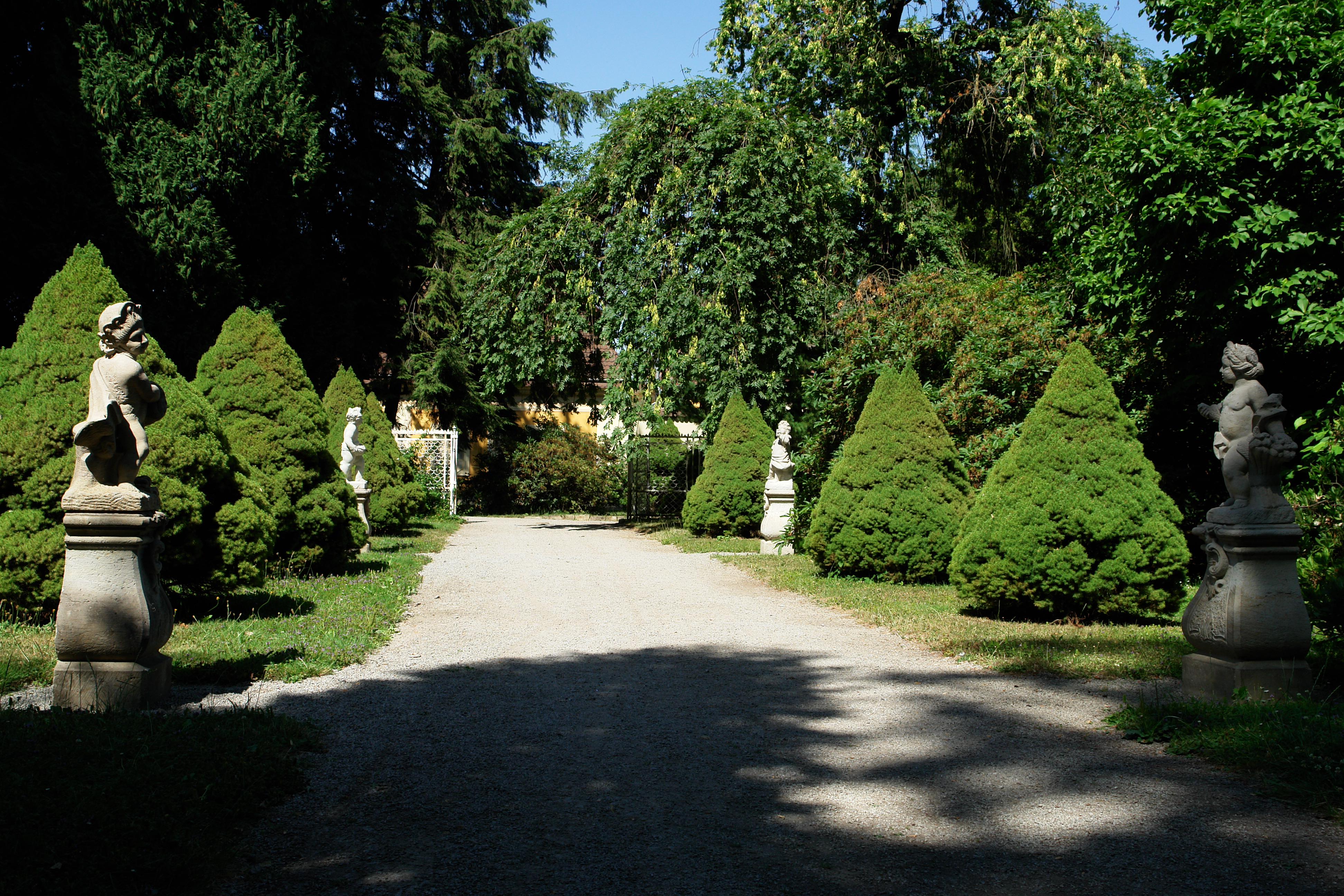
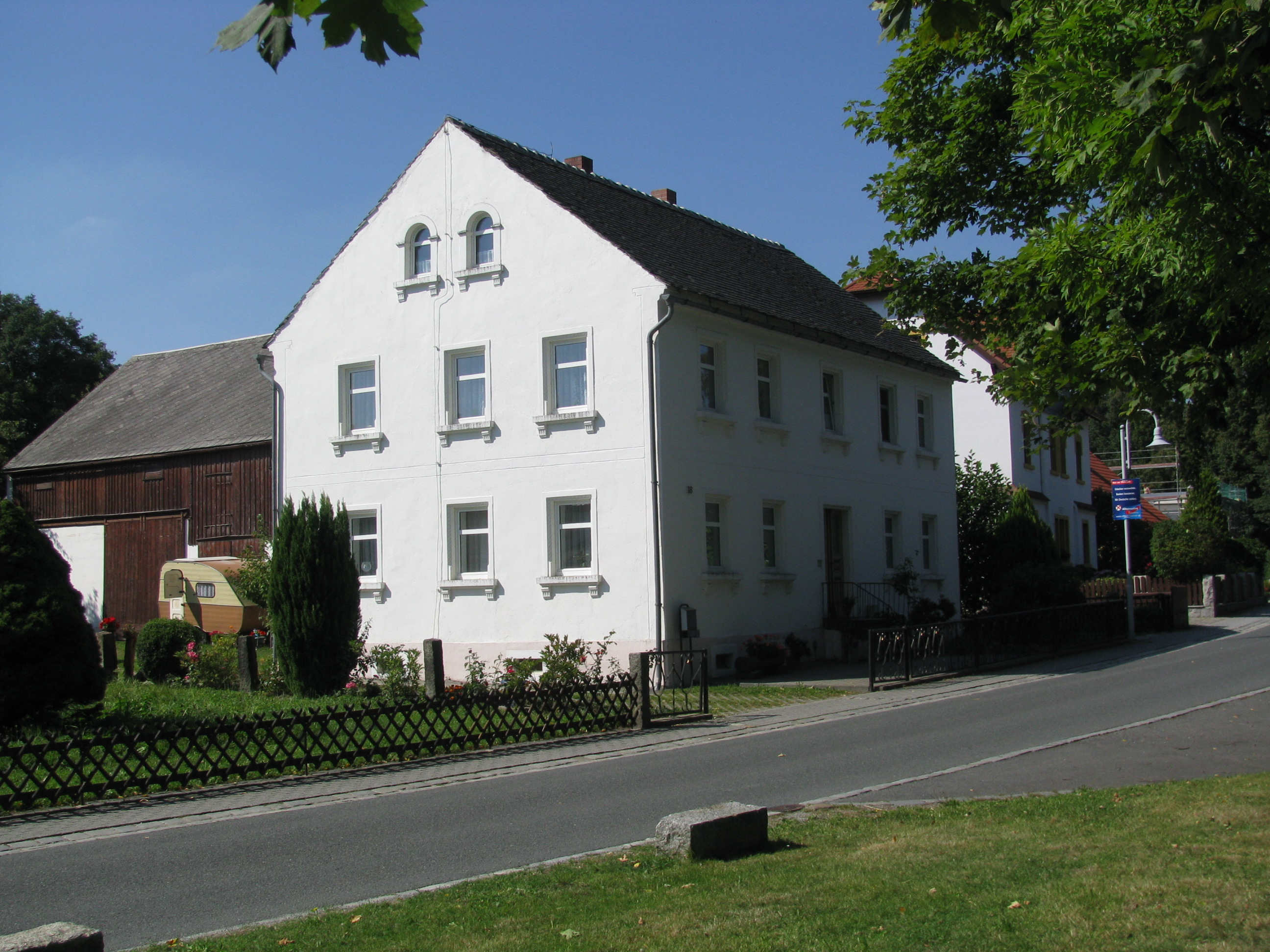